# Billet de 2 dollars américains
Recto
Verso
Le billet de 2 dollars est un billet de banque d'une valeur de deux dollars en circulation aux États-Unis depuis 1928. Le recto du billet est à l'effigie de l'ancien président américain Thomas Jefferson. La gravure visible au verso reproduit une partie de la scène du tableau La Déclaration d'indépendance de John Trumbull.
Il est l'un des billets en circulation les moins utilisés aux États-Unis au début du XXIe siècle : quelque 1 % des coupures émises par la Banque américaine sont des billets de deux dollars.